# Chien léopard catahoula
 (août 2012).
Si vous disposez d'ouvrages ou d'articles de référence ou si vous connaissez des sites web de qualité traitant du thème abordé ici, merci de compléter l'article en donnant les références utiles à sa vérifiabilité et en les liant à la section « Notes et références ».

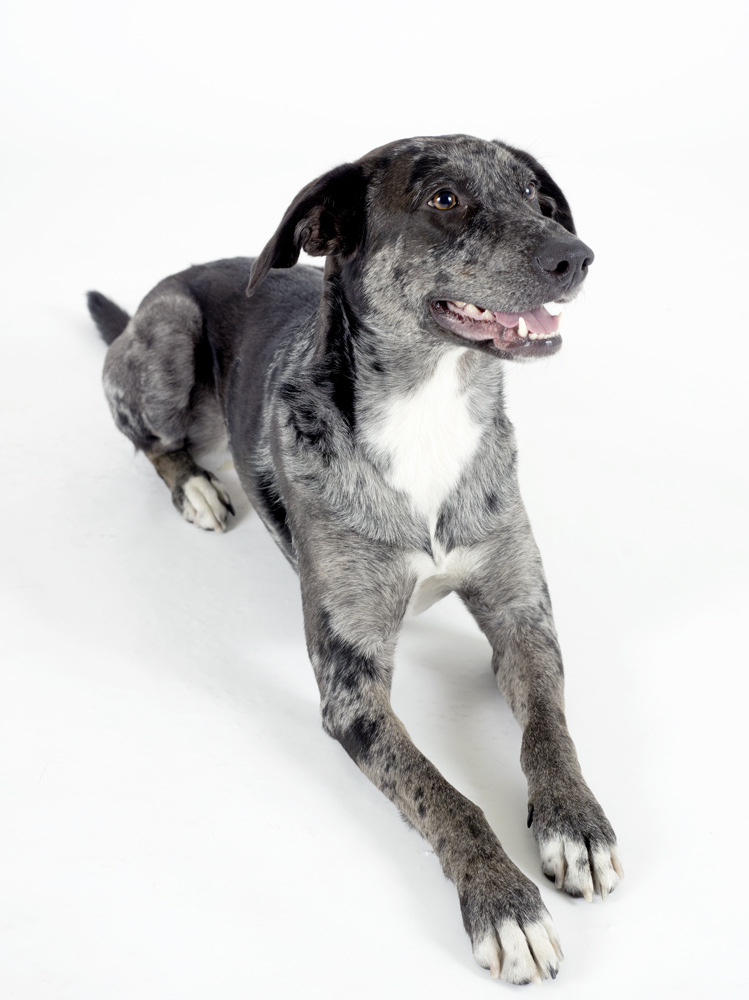
Chien léopard catahoula.

Le chien Léopard Catahoula est un chien de race américaine, originaire de Louisiane et particulièrement de la paroisse de Catahoula.
C'est une race non reconnue par la Fédération cynologique internationale (FCI).

## Histoire
Les origines du catahoula sont mal définies, mais il semble que des chiens domestiques élevés par des Amérindiens auraient été introduites en Amérique du Nord par des explorateurs espagnols qui les auraient croisés avec les limiers, les lévriers et les dogues. Plus tard, les animaux résultants de ces croisement ont été élevés avec les chiens qui accompagnaient les immigrants français arrivant en Louisiane comme le Beauceron. 

## Description
La robe de ce chien est tachetée (d'où son nom de « léopard ») et de couleur bleu-gris avec des taches noires, rouges ou jaunes. Les animaux ayant des yeux bleus sont particulièrement appréciés. Le mâle peut mesurer entre 55 et 63 centimètres au garrot et peser de 27 à 36 kilos. La femelle est, quant à elle, plus petite (de 55 à 58) et pèse moins lourd (31 kilos maximum). Il peut être utilisé pour la chasse et la garde de troupeaux d'ovins ou de porcins et ce, sur de vastes territoires.